# Jah

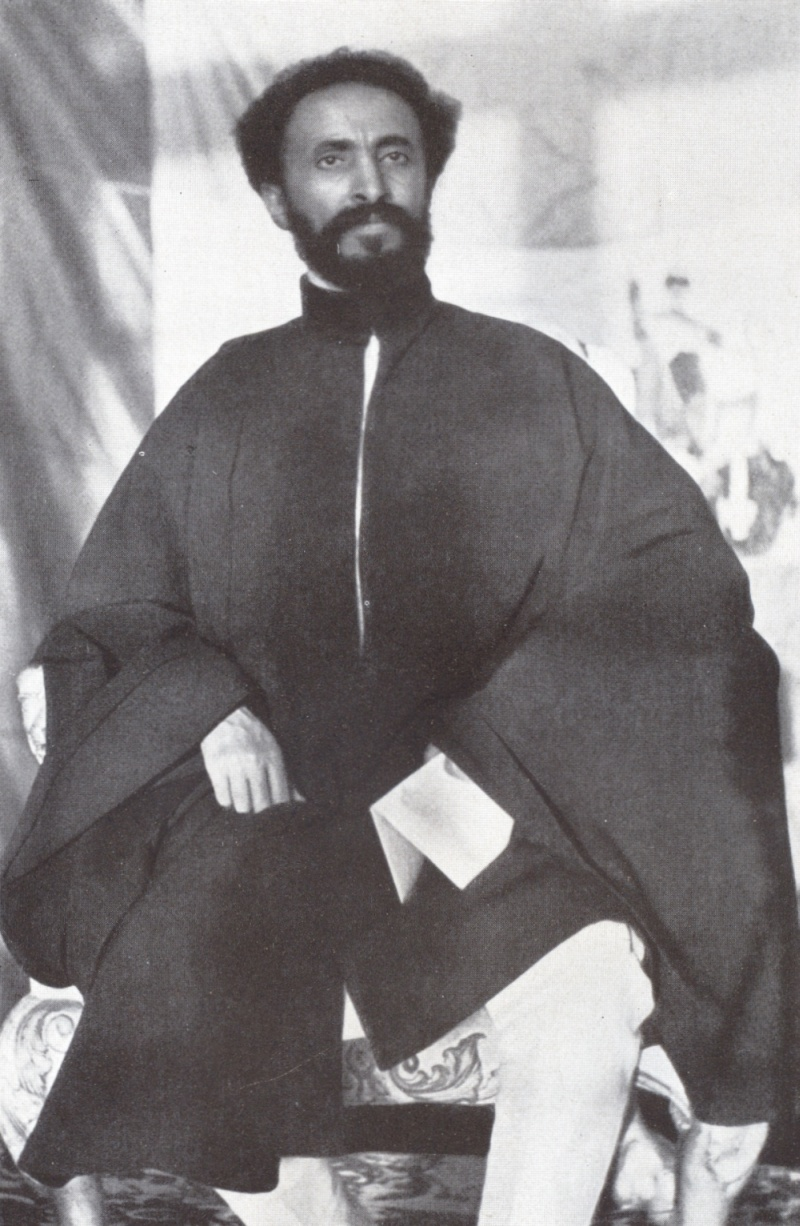
Haile Selassie I av Etiopien är en inkarnation av Jah enligt Rastafari.

Jah (hebreiska: יָהּ, Yah), möjlig vokalisering av tetragrammaton (från det hebreiska uttrycket Hallelu-Jah, "Prisa Herren"), och namnet på Bibelns Gud inom rastafarirörelsen. 
Rastafarianer tror, till skillnad från kristna och judar, att Jah är här på jorden och inte i himlen. Det finns en gnista av honom i varje människa, och en rastafarians livsuppgift är att söka Jah inom sig. Ras Tafari, krönt som Haile Selassie, kejsare i Etiopien 1930–1974, ses av rastafarianer som den i Nya testamentet utlovade Messias (Guds utvalde), och av många som en manifestation av Jah. Som messiansk figur anses han inte ha dödats av de kommunistiska maktövertagarna eller avlidit i deras fångenskap 1975, utan ha gått in i fördoldheten för att en dag återkomma (farai), något liknande som det shia-muslimerna kallar ockultationen. Som Gud tros han helt enkelt ha gått ur sin kejserliga inkarnation och finns nu i stället inom varje rättrogen rastafarian.
Den största delen av rastafarianernas koncept av Jah är kärleken och budskapet One world, one love.
Jah förekommer ofta i bibliska namn, såsom Elijah (Elia), Jesajah, Jeremijah och Mattityah.